# Acaena confertissima
Acaena confertissima là loài thực vật có hoa trong họ Hoa hồng. Loài này được Bitter mô tả khoa học đầu tiên năm 1910.